# Perlen-Reihe
Die Perlen-Reihe ist eine 1948 von Adalbert Pechan begründete Buchreihe. Bekannt ist sie vor allem für ihre Selbsthilfe-Ratgeber zu vielen unterschiedlichsten Themen, darunter Auto-Ratgeber und Spielanleitungen. Sie kann als Prototyp der bis heute boomenden populären Ratgeberliteratur gelten.
Die Reihe erschien zuerst im österreichischen Verlag (Adalbert) Pechan und wurde nach mehreren Eigentümerwechseln im Deuticke Verlag weitergeführt, der wieder ein Imprint des Paul Zsolnay Verlags ist (die beiden letzteren sind Tochterunternehmen des Münchners Carl Hanser Verlags). Seit 2010 existiert in Wien ein eigener Verlag Perlen-Reihe mit Ulla Harms als Verlegerin. Seit 2011 erscheinen in diesem Verlag neue Titel der Perlen-Reihe in der Tradition von Adalbert Pechans kleinen Ratgebern.

## Vorgeschichte
Ab 1946 erschien die Sailers Taschenreihe beim Verlag/Druckerei Ferdinand Sailer. Angefangen wurde mit Themen, die nach dem Krieg viele Leute brauchen konnten. Das erste Heft war ein Anbau-Kalender für den Kleingärtner und Grabeländer und umfasste nur ein Blatt, das nächste war ein Spritzkalender für den Obstbau, dann ein Ratgeber zu Monatlichen Arbeiten Im Kleintierhof, Neue Kochrezepte mit einem Rezept für „Schlagobers aus Trockenmilchpulver“, dann Wissenswertes über Zigarettenproduktion Vom Rohtabak zur Zigarette und schließlich ein Ratgeber über Buchhaltung. In den Bibliothekskatalogen geht es bis zur Nr. 46, einem Lehrbuch des Schachspiels zum Selbstunterricht aus dem Jahre 1955, danach gibt es noch wenige Wiederauflagen. Sonst gibt es auch schon die Themen: Spiele, Kraftfahrzeug/Motorrad, Tourismus, Gesundheit, Recht, Züchten und Benehmen.
In einem Profil-Artikel über die Neuauflage der Perlen-Reihe wird Sailers Reihe nicht erwähnt. In einem Artikel der Wiener Zeitung vom September 2005 über das Tarock-Spiel Königrufen steht, dass schon diese Reihe von Adalbert Pechan herausgegeben wurde. Ebenso äußert sich Anton Holzer im Oktober desselben Jahres im selben Medium, geht aber fälschlich davon aus, dass nach einem ersten Band Perlen-Reihe die Reihe für kurze Zeit Sailer-Taschenbuchreihe hieß. Die Reihe erschien fast immer mit dem Verlagsvermerk Sailer. Nummer 34 aus dem Jahre 1950, kommt beim Verlag Pechan in Kommission heraus; Nr. 37, ein Deutsch-Italienisch-Buch aus demselben Jahr kommt beim Verlag Kauf heraus und Nr. 39 aus dem Jahre 1951 kommt bei Pechan heraus. Nr. 39 aus dem Jahre 1951 kommt nur laut der Deutschen Nationalbibliothek bei Sailer und Pechan heraus, lt. den Österreichischen Einträgen nur bei Sailer.

## Geschichte

Umschlag-Kopf der Perlen-Reihe wie er meist verwendet wurde. 3 Mal von 1955, 2 Mal von 1960, 1 Mal aus 1968. Irgendwann zwischen 1983 und 1990 wird der Text „Praktisches u. Wissenswertes für Jeden“ weggelassen.

Umschlag-Kopf der Perlen-Reihe, wie er bei den meisten Neuauflagen des Deuticke Verlags verwendet wurde. 2 Mal von 1998 und 1 Mal von 2005

Adalbert Pechan (* 1906 in Wien; † 1960 in Wien) war Süßwarenhandelsvertreter. Nachdem er aus der sowjetischen Kriegsgefangenschaft heimkehrte und ihn niemand in seinem ursprünglichen Beruf haben wollte, begann er 1946 in einer Druckerei zu arbeiten. Zwei Jahre später kam mit (Die neuen) Fußballregeln in Österreich von Heinrich Müller der erste Band der so benannten Perlen-Reihe beim Verlag/Druckerei Ernst Pelda & Sohn heraus, die spätere Nr. 621. Im Laufe des Jahres 1950 ging Pechan dazu über die Werke in seinem eigenen Verlag herauszugeben und es begann der eigentliche Erfolg von Pechans Perlen Reihe. Er suchte die Autoren, betreute die Manuskripte, kümmerte sich um Umschlaggestaltung, Druck, Auslieferung und Werbung. Unterstützt wurde er dabei von seiner Frau Hedwig.
Im Impressum gab sich der Verlag Adalbert Pechan gerne international mit dem Eintrag „Wien, München, Zürich“, manchmal auch zusätzlich mit „New York“. Innerhalb weniger Jahre hatte sich die Perlen-Reihe vor allem in Österreich, aber auch im deutschsprachigen Raum als Ratgeber-Taschenbuch-Verlag mit wiedererkennbarer Umschlaggestaltung etabliert. Pechan setzte damit Maßstäbe im Verlagsgeschäft. Das Reihen-Logo war selbst entworfen und die farbigen Umschläge wurden bei Wiener Grafik-Ateliers wie Czermak oder Gratsch-Dorner in Auftrag gegeben. Die Bände boten „das Flair eines umfassenden Bildungsangebotes“, laut aufgedruckter Leitlinie: „Praktisches u. Wissenswertes für Jeden“. Pechan produzierte und verkaufte, was Erfolg versprach, reagierte rasch und druckte nach, wenn der Markt günstig erschien. Die besten Bücher vertrieb er nicht nur über den Buchhandel, sondern – zum Missfallen der Wirtschaftskammer – auch über Direktabnehmer wie etwa Bahnhofskioske oder Fahrschulen. Auch wenn die Bände im gesamten deutschen Sprachraum verkauft wurden, ist die Reihe ein Wahrzeichen der österreichischen Nachkriegskultur.
Im Jahre 1960 starb Adalbert Pechan infolge Überarbeitung nach drei Herzinfarkten. Bis dahin waren drei Millionen Exemplare verkauft worden. Seine Witwe Hedwig Pechan konnte das nun Verlag Adalbert Pechan’s Witwe genannte Unternehmen mit Mühe ein weiteres Jahrzehnt auf Erfolgskurs halten. Im Jahre 1970 verkaufte sie die Perlen-Reihe an die Hausdruckerei F. Hirsch in Stockerau. Dort erhielten die Umschläge der Bücher dann einen Zellophan-Überzug. Die Aufmachung und die Themen wurden jedoch nicht der Zeit angepasst und es kamen weniger zugkräftige Titel hinzu. Im Jahre 1983 erhielt der Verlag einen neuen Besitzer, welcher als Verlag Perlen-Reihe mit größeren Formaten und ergänzenden Video- und Tonbandeditionen vergeblich den Anschluss an die Zeit suchte. Der Deuticke Verlag übernahm die Reihe im Juni 1997. Bis auf das Signet wurde alles geändert. Die Bücher wurden nun gebunden, was den Preis kräftig ansteigen ließ, und „auf den Umschlägen verband sich nun Lifestyle-Design mit Geschmacklosigkeit.“ Im Dezember 2003 wurde der Deuticke Verlag an die Ernst Klett GmbH verkauft und wechselte im August 2004 zum Paul Zsolnay Verlag.
Um die kleinen Ratgeberbüchlein wieder so anzubieten, wie sie ursprünglich von Adalbert Pechan konzipiert wurden, werden die neuen Ratgeber des Verlags Perlen-Reihe seit 2011 wieder mit weichem Umschlag und im Originalformat (105 × 148 mm) hergestellt. Die Typografie der Büchlein wurde von Michael Karner komplett überarbeitet, die Buchumschläge werden von Peter Jani illustriert. Die kleinen Ratgeber werden darüber hinaus seit 2011 umweltschonend und schadstoffarm hergestellt. Verlegerin Ulla Harms hat sich zum Ziel gesetzt, die Perlen-Reihe im alten Format, zeitlosem Design und mit modernsten Umweltansprüchen gedruckt wieder aufzubauen.
Manche Titel der alten Perlen-Reihe sind noch unter den lieferbaren Büchern gelistet, bis 2005 sind keine neuen Titel dazugekommen. Als Reihentitel ist der Name im Verzeichnis lieferbarer Bücher nicht gelistet, die ab 2011 produzierten neuen Ratgeber lassen sich über den Verlagstitel Perlen-Reihe (mit Bindestrich) finden. Nicht verwechselt werden darf es mit der Perlenreihe (ohne Bindestrich) des Schweizer Knapp Verlags.

## Verlagsprogramm
Wenige Jahre nach Kriegsende fiel der Do-it-yourself-Gedanke in Österreich auf fruchtbaren Boden. Das zentrale Credo der Perlen-Reihe „Hilf dir selbst!“ wandte sich an alle, die ihren Platz in der Mitte der Gesellschaft aus eigener Anstrengung finden wollten und wurde zur Zauberformel in den Wirtschaftswunderjahren. Ob praktische Pannenbücher für den Kraftfahrer, Ratgeber für Aquariumsfreunde oder ein Geschichte-Hilfsbuch für Mütter. Der Anspruch lag darin, möglichst vielen ausgewählte Fertigkeiten und Fähigkeiten zu vermitteln, sie waren Handreichungen für einfache Menschen, die nach oben wollten. Sie kann dadurch durchaus als Prototyp der bis heute boomenden populären Ratgeberliteratur gelten. Die Autoren kamen aus der Praxis und vermittelten Wissen wie man kocht, repariert, lenkt, pflegt, züchtet, tanzt, spielt, richtig Briefe schreibt, sich gut benimmt, die Freizeit verbringt und vieles mehr. Und man vermittelte Sachwissen, wie etwa mit 666 Fragen und Antworten über Opern und Operette, zu Geografie, Technik, Malerei und berühmten Persönlichkeiten. Man hatte aber auch gesundheitliche Ratgeber im Programm. Nur jüngere Geschichte war nie im Verlagsprogramm zu finden.
In Österreich wurde die Reihe vor allem durch zwei Schwerpunkte berühmt, die bis heute mit dem Namen Perlen-Reihe in Verbindung stehen. Einerseits Auto-Ratgeber und andererseits Spielanleitungen. Viele dieser Titel erschienen in immer neuen Auflagen und waren über Jahre verlässliche Bestseller. Wurde dasselbe Thema durch einen neuen Autor behandelt, wurde die Nummer beibehalten und oft auch der Titel. Generationen von Fahrschülern haben sich mit den Werken auf die Führerscheinprüfung vorbereitet. Nach der fünften Auflage beschloss die Führerscheinkommission ihre Fragen zu ändern und der Verlag passte sich an. Das Wiener Straßenverzeichnis war quasi Grundausstattung eines jeden Taxifahrers.
Bei Deuticke wurde dann der Humor-Bereich weiter ausgebaut mit Nachschlagewerken zu diversen Witz-Themen und auch Adabei-Bändchen wurden aufgenommen.

## Auswahl einiger Titel
- Ratgeber
  - Band 614 – Fritz Beck (Pseudonym?[9]): Perfekt tanzen, 14 Auflagen von 1958 bis 1970 mit rund 100.000 verkauften Exemplaren
    - Band 614 – Rudolf Lidmila: Perfekt tanzen, vollständige neue Ausgabe: 1991
    - Band 614 – Eddy Franzen: Perfekt Tanzen, 2013

  - Band 678 – Rudolf Wasinger: Erkenne Deine Mitmenschen. Praktische Winke zur Menschenkenntnis im Alltag, Band 1–12, 2. Aufl. (6–12 Tsd.): 1957
  - Band 710 – Ing. Otto Heinz: Einfrieren und Tiefkühlen
  - Leo Zakl: Jiu Jitsu und Judo. Hilf dir Selbst!, 8 Auflagen bis 1958 und 44.000 verkaufte Exemplare
  - Mutti, bitte eine Geschichte. Hilfsbuch für Mütter
  - Aquariumfreund, gib acht!
  - Kochkunde für Junggesellen und Strohwitwer
  - Richtige Diät für den kranken Darm
  - Band 1000 (seit 2005) – Ewald Plachutta, Christoph Wagner: Die 100 klassischen Gerichte Österreichs, 2005, ISBN 3-552-06034-0 (Erstauflage: Die 100 klassischen Gerichte Österreichs, Deuticke, 2003, ISBN 3-85223-471-9)
    - Band 1000 (seit 2005) – Ewald Plachutta, Christoph Wagner: The 100 Classic Dishes of Austria, 2005, ISBN 3-552-06033-2 (Erstauflage: The culinary heritage of Austria: 100 classic dishes, Deuticke, 2003 ISBN 3-85223-473-5)
- Reise
  - Band 206 – Dr. Liliane Umfahrer: Wir fahren nach Jugoslawien, 3 Auflagen von Ende 1950er bis frühe 1980er, 20.000 verkaufte Exemplare
  - Band 1000 (bis 2005) – Hans Meyer: Zu Besuch in Wien. Ein Wiener Stadtführer, 1. Aufl.: 1951, 3. Aufl.: 1959, 4. Aufl.: 1962, 5. Aufl.: 1966, 6. Aufl.: 1970, 8. Aufl.: 1981
    - Vol. 1000 E (bis 2005) – Hans Meyer (Autor), A. F. Naerr (Übers.): On a visit to Vienna. A Vienna city guide, Pearl Books, 1. Aufl.: 1957; 2. Aufl.: 1962; 3. Aufl.: 1966; 1972
    - No. 1000 F (bis 2005) –  Hans Meyer (Autor), Bernhard Weiss (Übers.): En visite à Vienne, Perlen-Reihe, 1963
- Wissen
  - Band 626 – Weißt du das?
    - Band VI: Eduard R. König: Weißt du das ? Frag mich etwas über Technik und Erfinder – 600 Fragen und Antworten, 2. Aufl.: 1957
    - Band VII: Eduard R. König: Weißt du das? Frag mich etwas über Opern und Operetten – 666 Fragen und Antworten, 1. Aufl.: 1953, 3. Aufl.: 1966
    - Band VIII: Eduard R. König: Weißt du das? Frag mich etwas über Geographie – 600 Fragen und Antworten, 2. Aufl. (5–10 Tsd.): 1958
    - Band XII: Adalbert Pechan: Weisst du das? Frag mich über Vorrang. 127 Erklärungen, 127 Abbildungen, 1. Aufl.: 1957; 10. Aufl. (131–145 Tsd.): 1964, 16. Aufl.: 1969
    - Band XIII: Rudolf Heinrich: Weisst du das? – Frag mich über gebräuchliche Fremdwörter, 1958

  - Band 1009 – Erich Kronthaler [d. i. Erich Hrdlicka[10]]: Kennst Du die Kirchen Wiens?, 1959
    - Erster Teil: Die Kirchen und Kapellen der Inneren Stadt, unter Einschluß der Karls- und Votivkirche
    - Zweiter Teil: Die Kirchen und Kapellen des zweiten bis zehnten Bezirks
    - Dritter Teil: Die Kirchen und Kapellen des XI. bis XXIII. Bezirks

  - Band 1015 – Leo Parthé (Hg.) Reinhilde Becker (Ill. ab 4. Aufl. 1998): Die schönsten und bekanntesten Wienerlieder / Die schönsten Wiener Lieder, 1989–2006: 6 Auflagen
  - Hans Ulrich: Stammbuch-Verse und Blumensprache, 5. Aufl. (23–28. Tsd.): 1964
- Kraftfahr-Bücher:
  - Band 509 – Ing. Eduard König: Motorrad- und Motorrollerprüfung. Führerschein A (4. Aufl. 1957)
  - Kraftfahrer, prüfe dich selbst! / Prüfe dich selbst!, ab den 1970ern auch in serbokroatischer Sprache.
  - Moderne Autoschule
  - Band 507 – Dr. H. Benes/Ing. E. Nigischer: Prüfe Dich! Das neueste Verkehrsvorschriftenbilderbuch für jedermann / Prüfe dich! Das neueste Verkehrsvorschriften Bilderbuch, 3. verb. Aufl. (41–60 Tsd.): 1954; 4. verb. Aufl. (61–82 Tsd.): 1954; 12. Aufl. (226–250 Tsd.): 1956; 14. verb. Aufl.: 1957; 41. voll. neubearb. Aufl. (736–760 Tsd.): 1964
  - Band 512 – Eduard König: Das Dieselhandbuch (mit den neuesten Vorschriften für Lastwagen und Omnibus), 1. Aufl. (1–15 Tsd.): 1955
  - Band 517 – Ing. Fritz Cavallar: Das Moped-Handbuch mit den neuesten Vorschriften, 2. Aufl.: 1966
  - Band 1002 – Hanns Hardegg:  Neues Wiener Straßenverzeichnis 1. – 23. Bezirk, 7. erw. Aufl.: 1974
  - Franz Fischer: Die Führerscheinprüfung. Verkehrsvorschriften für alle Führerscheingruppen mit den amtlichen Prüfungsfragen, ISBN 3-85223-201-5, 69. vollst. neubearb. Aufl.: 1986; 72. Aufl.: 1991; 74. Aufl.: 1990; 76. Aufl.: 1994; 5. neubearb. Aufl.: 1995
  - Wilfried Mohaupt: Die Führerscheinprüfung. Verhalten im Strassenverkehr, mit den amtlichen Prüfungsfragen (Führerscheingruppe B), ISBN 3-85223-202-3, 16. durchges. Aufl.: 1991
- Spiele
  - Band 621 – Heinrich Müller: (Die neuen) Fussballregeln in Österreich, Ernst Pelda & Sohn, 1. Aufl.: 1948
    - Band 621 – Leo Zakl: Internationale Fussballregeln, Pechan, 1. Aufl.: 1954, 2. Aufl.: 1957

  - Band 649 – Franz Unger: Wir legen Patiencen, 1964
  - Band 651 – Alexander von Szanto: Poker, 1983
  - Band 680 – Franz C. Mickl-Unger: Das alt-bekannte Wiener Schusterbuben-Traumbuch. Mit den richtigen Lottozahlen, 5. Aufl. (31–36 Tsd.): 1962
  - Die schönsten Patiencen
  - Wer spielt mit?
  - Lerne Bridge
  - Bieten, Watten und Perlaggen
- Humor
  - Band 230 – Leo Parthé: Wir gratulieren! Heitere und besinnliche Glückwünsche für alle festlichen Anlässe 1980–1998: 6 Auflagen
  - Die besten Ärzte-Witze
  - Wenn Frauen boshaft lachen
  - Die besten Sportlerwitze
  - Die besten Ausreden